# Seimas
Ne doit pas être confondu avec Saeima.
XIVe législature
Palais du Seimas
Le Seimas ou  Diète de la république de Lituanie (en lituanien : Lietuvos Respublikos Seimas) est le parlement monocaméral de la république de Lituanie. Il est composé de 141 membres élus pour un mandat de quatre ans selon un système mixte parallèle proche de celui utilisé en Bulgarie (depuis 2009) et au Japon (depuis 1993).

## Système électoral
Le Seimas est doté de 141 sièges pourvus pour quatre ans selon un mode de scrutin parallèle.
Sont ainsi à pourvoir 71 sièges selon une version modifiée du scrutin uninominal majoritaire à deux tours dans autant de circonscriptions électorales. Les candidats arrivés en tête au premier tour sont élus s'ils obtiennent la majorité absolue de l'ensemble des voix, y compris les votes blancs et nuls, et si la participation franchit le quorum de 40 % des inscrits sur les listes électorales dans leur circonscription. À défaut, un second tour est organisé entre les deux candidats arrivés en tête, et celui recueillant le plus de voix est élu. Cependant, si la participation est là aussi inférieure à 40 %, l'ensemble du processus électoral est recommencé dans la circonscription concernée,.
À ces sièges majoritaires se rajoutent 70 sièges pourvus au scrutin proportionnel plurinominal avec listes ouvertes, vote préférentiel et seuil électoral de 5 % dans une unique circonscription nationale. Les électeurs ont la possibilité d'exprimer un vote préférentiel pour l'un des candidats de la liste qu'ils choisissent afin de faire monter sa place dans celle-ci. Après décompte des suffrages, les sièges sont répartis selon la méthode de la plus forte moyenne à toutes les listes ayant franchi le seuil électoral. Ce dernier est fixé à 5 % de l'ensemble des votes valides, blancs et nuls, mais passe à 7 % pour les coalitions de plusieurs partis. Une fois que les listes se sont vu alloués leurs sièges, ceux-ci sont répartis en priorité aux candidats ayant recueilli le plus de votes préférentiels,.
Un référendum constitutionnel d'origine populaire organisé en mai 2019 prévoyait une réduction de 141 à 121 du nombre de parlementaires, mais son résultat n'a pas été validé du fait d'une participation insuffisante. Un amendement de la constitution voté en avril 2022 a abaissé de 25 à 21 ans l'âge requis, au moment du vote, pour être élu député. Les candidats doivent par ailleurs avoir leur résidence permanente en Lituanie, ne pas avoir été condamné à de la prison dans les 65 jours précédant le scrutin, et ne pas être affilié à un autre pays. Une modification de la loi électorale adoptée le 23 juin suivant a mis fin à l'interdiction de faire campagne la veille des élections, et autorisé la création d'une éventuelle circonscription dédiée à la diaspora.

## Activités

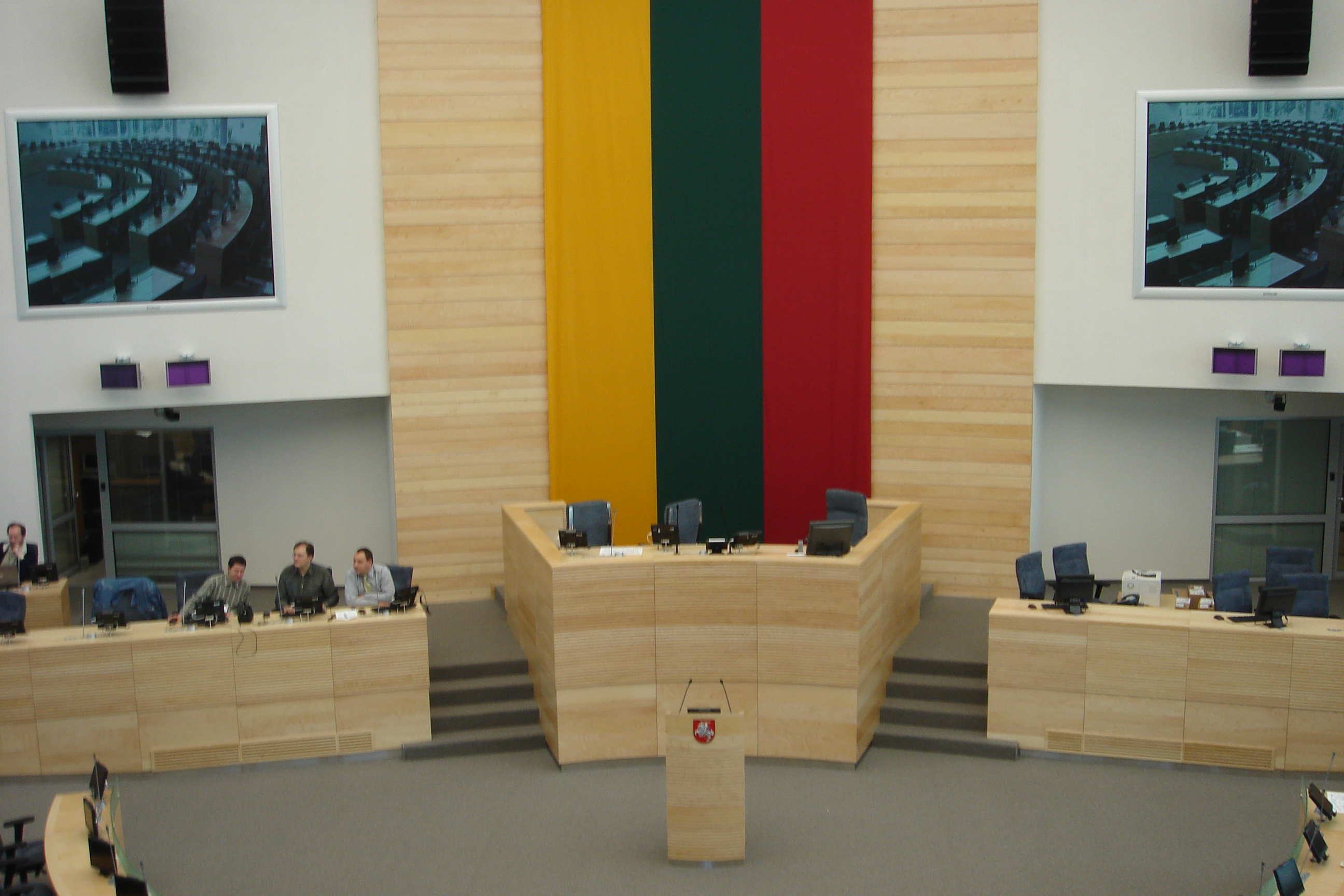
Tribune de la Diète de Lituanie.

Il y a deux sessions du Seimas chaque année, la session de printemps entre le 10 mars et le 30 juin et la session d'automne entre le 10 septembre et le 23 décembre.

## Historique des élections
- Élections législatives lituaniennes de 1992
- Élections législatives lituaniennes de 1996
- Élections législatives lituaniennes de 2000
- Élections législatives lituaniennes de 2004
- Élections législatives lituaniennes de 2008
- Élections législatives lituaniennes de 2012
- Élections législatives lituaniennes de 2016
- Élections législatives lituaniennes de 2020
- Élections législatives lituaniennes de 2024

## Liste des présidents
| Seimas                    | Président                          | Date début         | Date fin          |
| ------------------------- | ---------------------------------- | ------------------ | ----------------- |
| Assemblée constituante    | Aleksandras Stulginskis            | 15 mai 1920        | 6 octobre 1922    |
| 1re législature 1922-1923 | Leonas Bistras 1923-1926           | 13 novembre 1922   | 12 mars 1923      |
| 2e législature 1923-1926  | Antanas Tumėnas                    | 5 juin 1923        | 29 juillet 1923   |
| 2e législature 1923-1926  | Justinas Staugaitis                | 10 août 1923       | 27 janvier 1925   |
| 2e législature 1923-1926  | Leonas Bistras                     | 27 janvier 1925    | 25 septembre 1925 |
| 2e législature 1923-1926  | Vytautas Petrulis                  | 25 septembre 1925  | juin 1926         |
| 3e législature 1926-1927  | Jonas Staugaitis                   | 2 juin 1926        | 17 décembre 1926  |
| 3e législature 1926-1927  | Aleksandras Stulginskis            | 19 décembre 1926   | 12 avril 1927     |
| 4e législature 1936-1940  | Konstantinas Šakenis               | 1er septembre 1936 | 27 juin 1940      |
| Seimas du peuple          | Liudas Adomauskas                  | juillet 1940       | août 1940         |
| Seimas re-constituante    | Vytautas Landsbergis               | 11 mars 1990       | 25 novembre 1992  |
| 6e législature 1992-1996  | Česlovas Juršėnas (faisant office) | 25 novembre 1992   | 25 février 1993   |
| 6e législature 1992-1996  | Česlovas Juršėnas                  | 25 février 1993    | 25 novembre 1996  |
| 7e législature 1996-2000  | Vytautas Landsbergis               | 25 novembre 1996   | 18 octobre 2000   |
| 8e législature 2000-2004  | Artūras Paulauskas                 | 19 octobre 2000    | 6 avril 2004      |
| 8e législature 2000-2004  | Česlovas Juršėnas (faisant office) | 6 avril 2004       | 12 juillet 2004   |
| 8e législature 2000-2004  | Artūras Paulauskas                 | 12 juillet 2004    | 14 novembre 2004  |
| 9e législature 2004-2008  | Artūras Paulauskas                 | 15 novembre 2004   | 11 avril 2006     |
| 9e législature 2004-2008  | Vydas Gedvilas (faisant office)    | 11 avril 2006      | 13 avril 2006     |
| 9e législature 2004-2008  | Viktoras Muntianas                 | 13 avril 2006      | 1er avril 2008    |
| 9e législature 2004-2008  | Česlovas Juršėnas                  | 1er avril 2008     | 17 novembre 2008  |
| 10e législature 2008-2012 | Arūnas Valinskas                   | 17 novembre 2008   | 15 septembre 2009 |
| 10e législature 2008-2012 | Irena Degutienė                    | 15 septembre 2009  | 16 novembre 2012  |
| 11e législature 2012-2016 | Vydas Gedvilas                     | 16 novembre 2012   | 3 octobre 2013    |
| 11e législature 2012-2016 | Loreta Graužinienė                 | 3 octobre 2013     | 14 novembre 2016  |
| 12e législature 2016-2020 | Viktoras Pranckietis               | 14 novembre 2016   | 13 novembre 2020  |
| 13e législature 2020-2024 | Viktorija Čmilytė-Nielsen          | 13 novembre 2020   | 14 novembre 2024  |
| 14e législature 2024-     | Saulius Skvernelis                 | 14 novembre 2024   |                   |